# 筒井順昭
筒井 順昭（つつい じゅんしょう）は、戦国時代の大和国の大名。筒井順興の嫡男。筒井順慶の父。興福寺官符衆徒で、筒井城を居城とした。

## 生涯
大永3年（1523年）、順興の子として誕生。天文4年（1535年）7月、父の死にともない家督を継ぎ、天文7年（1538年）に得度（元服）した。
順昭が家督を継いだ当時、大和は木沢長政の支配下にあったが、天文11年（1542年）3月、太平寺の戦いで長政は戦死する。順昭は長政を討った河内守護・畠山稙長に与し、同年9月、長政方の飯盛山城へと出陣している。
天文12年（1543年）4月、順昭は6000騎の軍勢を率いて東山内（ひがしさんない、大和高原）の簀川氏を攻め、須川城を落城させた。さらに、順昭は古市氏を攻めて古市城を奪うが、城は古市方の手により焼け落ちた。翌天文13年（1544年）7月には、東山内の柳生城を攻め落とした。このとき順昭が率いたのは、十市氏の300や鷹山弘頼の指揮する河内勢300などからなる1万の軍勢だったという。
天文15年（1546年）8月の細川晴元と細川氏綱の争いでは畠山政国・遊佐長教とともに氏綱に味方し、順昭は一時竜田（生駒郡斑鳩町）へと出陣した。
同年9月、越智氏を攻めて、翌10月に貝吹山城を落城させる。これにより、順昭は「一国悉以帰伏了」といわれ（『多聞院日記』）、東山内と国中（くんなか、大和盆地）周辺の統一を果たした。また、9月には十市氏より城（十市城か）を明け渡され、天文16年（1547年）5月には箸尾氏の城を破却しており、筒井氏の最盛期を築くこととなった。
しかし、天文18年（1549年）4月、順昭は数名の供のみを連れて比叡山に入り、生まれたばかりの嫡男・藤勝（順慶）へと家督を譲る。順昭は、天文15年（1546年）に「もがさ」（天然痘か）を患っていたとみられており、天文19年（1550年）6月20日に死去した。享年28。
この後、幼少の順慶は、一族の福住宗職や順昭の弟の筒井順政が後見していくことになる。
なお、順昭の供養塔である五輪塔（重要文化財）が、奈良県生駒市の圓證寺にある。

## 元の木阿弥
順昭は死の間際に一族や重臣を集め、子の順慶への忠誠を誓わせるとともに、自分に容姿（または声）の似た奈良の盲目の法師・黙阿弥（木阿弥）を身代わりに立てるよう遺言した。黙阿弥は順昭が最期を迎えた奈良の下屋敷で約1年間過ごし、一周忌を迎え順昭の死が公表されると恩賞を受け取り元の法師・黙阿弥に戻ったとされ、これが「元の黙阿弥（木阿弥）」の語源といわれる。また、元の木阿弥の由来については他にも諸説ある。

## 系譜
- 父：筒井順興（1484-1535）
- 母：不詳
  - 姉：小田切春次室[注釈 2]
  - 弟：筒井順政（?-1564）
  - 妹：飯田頼直室[注釈 2]
  - 妹：森好之室[注釈 2]
  - 弟：慈明寺順国[注釈 2]
  - 弟：福住順弘[注釈 2]
  - 妹：十市遠忠室[注釈 2]
  - 義妹：秋山直国室（順興養女）[注釈 2]
- 正室：大方殿
  - 男子：筒井順慶（1549-1584）
- 側室
  - 女子：井上良弘室（順慶の姉）[33][34]
  - 女子：慈明寺順国室[注釈 3]
  - 女子：福住順弘室[注釈 3]
  - 女子：箸尾高春室[注釈 3]
  - 女子：片岡春利室[注釈 3]
  - 女子：山田順清室[注釈 3]